# 忠臣蔵〜花に散り雪に散り〜
グランド・ミュージカル『忠臣蔵〜花に散り雪に散り〜』（ちゅうしんぐら はなにちりゆきにちり）は、宝塚歌劇団雪組により上演された演劇作品である。3部33場。
1992年10月9日から11月24日（新人公演：10月23日）に宝塚大劇場、1993年3月4日から3月31日（新人公演：3月16日）に東京宝塚劇場にて上演された。
また、この作品を元にした朗読劇が2025年に公開予定となっている。

## 概要
「忠臣蔵」を題材に、元禄時代に生きた男たちの愛とロマンを描いた。
旧宝塚大劇場閉場前の最終公演で、杜けあきのさよなら公演だった。演出の柴田侑宏は杜の退団にかけて、討ち入りが成功し、赤穂浪士が泉岳寺に引き上げる際大石に「もはやこれで、思い残すことはござらん」という台詞を与えている。

## 構成
- 第一部：風さそう花の章[2]
- 第二部：思いつのる雪の章[2]
- 第三部：フィナーレ[2]

## スタッフ
氏名の後ろに「宝塚」、「東京」の文字がなければ両劇場共通。
- 脚本・演出：柴田侑宏[1]
- 作曲[2]・編曲[2]：寺田瀧雄・吉崎憲治・吉田優子
- 音楽指揮：野村陽児（宝塚）[2]・岡田良機（宝塚）[2]・伊沢一郎（東京）[4]・清川知巳（東京）[4]
- 振付[2]：尚すみれ・花岩春秋
- 擬闘：花岩春秋[2]
- 装置：大橋泰弘[2]
- 衣装[2]：任田幾英・中川菊枝
- 照明：今井直次[2]
- 小道具[2]：万波一重・伊集院徹也
- 効果：川ノ上智洋[2]
- 演技指導：美吉左久子[2]
- 演出補：正塚晴彦[2]
- 演出助手[2]：木村信司・藤井大介
- 装置補：新宮有紀[2]
- 衣装補[2]：田口美香・有村淳
- 製作担当：長谷山太刀夫（東京）[4]
- 制作：古澤真[2]

## 主な登場人物と配役
※氏名の後ろに「宝塚」、「東京」文字がなければ両劇場共通。
本公演
- 大石内蔵助：杜けあき[2]
- 浅野内匠頭・岡野金右衛門（二役）：一路真輝[2]
- 阿久里・お蘭（二役）：紫とも[2]
- 吉良上野介・吉五郎（二役）：星原美沙緒[2]
- 多門伝八郎・綿屋喜左衛門（二役）：立ともみ[2]
- 礒貝十郎左衛門：高嶺ふぶき[2]
- 大高源五：海峡ひろき[2]
- 堀部安兵衛：轟悠[2]
- 杉野十平次：香寿たつき[2]
- 片岡源五右衛門：飛鳥裕[2]
- 堀部弥兵衛：鈴鹿照[2]
- 小野寺十内：萬あきら（宝塚）[2]・岸香織（東京）
- 色部又四郎：古代みず希[2]
- 小林平八郎：泉つかさ[2]
- りく：小乙女幸[2]
- おきく：純名里沙[2]
- 丹・四方庵宗徧（二役）：京三紗[2]
- 前原伊助：亜実じゅん
- 勝田新左衛門：和光一
- 間十次郎：多彩しゅん
- 潮田又之丞：地矢晃
- 近松勘六：いらか万椰
- 神崎与五郎：矢吹翔
- 矢頭右衛門七：朝景るい
- 奥田貞右衛門：有未れお（東京）
- 武林唯七：葛城七穂
- 富森助右衛門：小月さゆる
- 不破数右衛門：和央ようか
- 小野寺幸右衛門：はやせ翔馬
- 大石瀬左衛門：鈴音りら
- 大石主税：高倉京
- 間瀬孫九郎：一希星
- 倉橋伝助：宝樹彩（東京）
- 赤埴源蔵：千城歩
- 矢田五郎右衛門：楓沙樹（東京）
- 村松三太夫：欧波翼
- 吉田沢右衛門：寿つかさ
- 間新六郎：安蘭けい
- 戸田局：早原みゆ紀
- お才：野添さゆ紀（宝塚）、朱未知留（東京）
- おたか：白鷺まどか（宝塚）、五峰亜季（東京）
- 浮橋：灯奈美
- おゆき：朝霧舞
- 夕霧：春乃若葉
- はま：夕月美佳
- 花：毬丘智美
- 音羽：渚あき

新人公演（宝塚）
- 大石内蔵助：香寿たつき[3]
- 浅野内匠頭・岡野金右衛門（二役）：和央ようか[3]
- 阿久里・お蘭（二役）：純名里沙[3]
- 磯貝十郎左衛門：高倉京[3]
- 大高源五：一希星[3]
- 堀部安兵衛：安蘭けい[3]
- 杉野十平次：鈴音りら [3]
- 吉良上野介・吉五郎（二役）：葛城七穂[3]
- おきく：渚あき[3]
- りく：朱未知留[3]
- 綿屋喜左衛門・多門伝八郎（二役）：矢吹翔[3]

新人公演（東京）
- 大石内蔵助：香寿たつき[5]
- 浅野内匠頭・岡野金右衛門（二役）：和央ようか[5]
- 阿久里・お蘭（二役）：純名里沙[5]

(宝塚歌劇の大作(1本物)では、一人二役であることも多い。)一路真輝は浅野内匠頭・赤穂浪士の一人、岡野金右衛門包秀を、紫ともは阿久里・大石の命を狙う女刺客のお蘭を演じている。

## 主な楽曲
- 花散り雪に散り
- 新しい旅(フィナーレ)
- いつもあなたと
- お家断絶
- お犬様
- 元禄十四年三月十四日
- 元禄の江戸
- 元禄の春
- 里げしき
- 通りゃんせ
- 殿が刃傷
- はい、はい（お坊主達の唄）
- 花のゆくえ
- 花牡丹
- やるやる

（作詞：柴田侑宏 作曲：寺田瀧雄）
- 風さそう（作詞：浅野内匠頭 作曲：寺田瀧雄）
- 阿久里
- 討入
- 音羽と礒貝
- お蘭
- 内匠頭
- 殺陣（忠臣蔵）

（作曲：寺田瀧雄）
- 脱落
- 時の流れ（忠臣蔵）

（作詞：柴田侑宏 作曲：吉崎憲冶）
- あまい微睡
- 宝船
- 大評定
- 花ひとつ
- 読売り

（作詞：柴田侑宏 作曲：吉田優子）
- 討入前夜
- 方違え

（作曲：吉田優子）

## 公演詳細
第一幕は「風さそう花の章」、第二幕は「想いつのる雪の章」とされている。
第一幕：風さそう花の章
1. プロローグ　元禄模様
2. 元禄の春
3. 赤穂浪士と内匠頭〜鉄砲洲上屋敷〜元禄十四年
4. 吉良上野介
5. 松の廊下－刃傷－
6. 松の廊下－お家断絶－
7. 松の廊下－読売り－
8. 内匠頭切腹
9. 亜久里
10. 大評判
11. 城明け渡し
12. 城明け渡し
13. 山科閑居
14. 撞木町
15. 扇屋
16. 扇屋
17. 深川八幡前
18. 仮りの姿
19. 仮りの姿〜義士の困苦
20. 相続断念－再び指令－円山へ－
21. 円山会議

第二幕：想いつのる雪の章
1. 契り
2. 元禄の江戸
3. 上杉の策動
4. 川崎平間村
5. おきく佐吉
6. 上杉対赤穂浪士
7. 吉良邸絵図面
8. いつもあなたと
9. 方違え
10. 計画中止－武装準備－お蘭内蔵助－
11. 花ひとつ
12. 宝船
13. その日の知らせ
14. 十二月十四日－前夜－上杉－
15. 討入り〜引揚げ

フィナーレ(パレード)
1. フィナーレA－元禄模様－
2. フィナーレB－元禄歌舞伎－
3. フィナーレC－花のゆくえ－
4. フィナーレD－新しいたび－
5. グランドパレード

- パレードのエトワール（大階段を出演者が下りてくるグランド・パレードの始まりを飾る女性ソロ）は純名里沙が務めた。
- フィナーレは、宝塚歌劇独特の形式でもあり、宝塚大劇場(旧)最後の公演であること、トップスター杜けあきのさよなら(退団)公演でもあることから、より趣向が凝らされている。定番の歌と踊りのショー的なものや、劇中の楽曲使用などもある。[6][7]

## 朗読劇
2024年10月にはこの公演を元にした朗読劇の制作が発表された。宝塚歌劇団と同じ阪急阪神東宝グループの梅田芸術劇場とタカラヅカ・ライブ・ネクストが主催し、主なキャストとしては杜を始め、初回公演時のキャストが中心にキャスティングされ、スタッフは柴田の脚本を元に荻田浩一が新たに脚本を潤色し、宝塚歌劇団所属で寺田に師事した吉田優子が音楽を担当する。